# Fhleming Christensen
Fhleming Christer Christensen, född 20 november 1955 i Stora Hammars församling i Malmöhus län, är en svensk militär.

## Biografi
Christensen avlade officersexamen vid Krigsskolan 1977 och utnämndes samma år till officer vid Skånska dragonregementet. Han gick Army Command och Staff Course i Storbritannien 1993. Som överstelöjtnant var han chef för Samordningssektionen i Produktionsavdelningen i Arméledningen i Högkvarteret 1994–1996 och ställföreträdande chef för Livgardesbrigaden 1996–1997. Han befordrades till överste 1998, varpå han var chef för Södermanlandsbrigaden 1998–2000 och chef för Kosovo KS01 från oktober 1999 till maj 2000. Christensen befordrades till brigadgeneral 2000 och var utbildningsinspektör i Grundorganisationsledningen i Högkvarteret 2000–2003. Sedan 2003 har han tjänstgjort vid Saab AB, från 2016 som vice verkställande direktör för Saab Surveillance.
Fhleming Christensen invaldes som ledamot av Kungliga Krigsvetenskapsakademien 2000.
Han gifte sig 1989 med Gunilla Margareta Forsberg och 2002 med Annika Nordgren.